# História de Amor
História de Amor (traducción y título en español: Historia de amor) es una telenovela brasileña transmitida por Rede Globo desde 3 de julio de 1995 hasta 2 de marzo de 1996. Está protagonizada por Regina Duarte, José Mayer y  Carla Marins, con las participaciones antagónicas de Lília Cabral, Carolina Ferraz, Nuno Leal Maia, Ângelo Paes Leme y Sebastião Vasconcelos y con las actuaciones estelares de Eva Wilma, Cláudio Corrêa e Castro, José de Abreu y Flávia Alessandra.

## Reparto
| Actor/Actriz            | Personaje                      |
| ----------------------- | ------------------------------ |
| Regina Duarte           | Helena Soares                  |
| José Mayer              | Carlos Alberto Moretti         |
| Carla Marins            | Joyce Soares Assunção          |
| Carolina Ferraz         | Paula Sampaio Moretti          |
| Nuno Leal Maia          | Edgar Assunção                 |
| Lília Cabral            | Sheyla Bueno                   |
| Ângelo Paes Leme        | Caio Paiva                     |
| Eva Wilma               | Zuleika Sampaio                |
| Cláudio Corrêa e Castro | Rômulo Sampaio                 |
| Bia Nunnes              | Marta Xavier                   |
| José de Abreu           | Daniel Veloso                  |
| Cláudia Mauro           | Valquíria Assunção             |
| Yara Côrtes             | Olga Moretti Miranda           |
| Ricardo Petraglia       | Sinval Xavier                  |
| Cláudio Lins            | Bruno Moretti                  |
| Maria Ribeiro           | Bianca Moretti                 |
| Umberto Magnani         | Mauro Moretti                  |
| Marly Bueno             | Rafaela Moretti                |
| Cláudia Lira            | Vandinha (Vanda Furtado Diniz) |
| Beatriz Lyra            | Silvana Furtado                |
| Sérgio Viotti           | Gregório Furtado               |
| Sebastião Vasconcelos   | Urbano Paiva                   |
| Ana Rosa                | Dalva Paiva                    |
| Hugo Gross              | Leonardo Sampaio               |
| Monique Curi            | Mariana Gomide Sampaio         |
| Anna Aguiar             | Lu                             |
| Cristina Prochaska      | Yara Machado                   |
| Buza Ferraz             | Marcos                         |
| Fábio Junqueira         | Fabrício                       |
| Christine Fernandes     | Marininha                      |
| Dennis Carvalho         | Vicente Gomide                 |
| Cristina Mullins        | Maristela Gomide               |
| Vicente Barcellos       | Gabriel                        |
| Guilherme Faro          | Fábio Barroso                  |
| Flávia Alessandra       | Soninha (Sônia Toledo)         |
| Marcelo Saback          | Renato Santana                 |
| Giácomo Pinotti         | Leopoldo Diniz                 |
| Mônica Carvalho         | Neusa                          |
| Fernando Wellington     | Mendonça                       |
| Ilva Niño               | Chica                          |
| Izabella Bicalho        | Elizete                        |
| Beth Lamas              | Ana                            |
| Rosane Gofman           | Matilde                        |
| Francisco Carvalho      | Zé                             |
| Maria Alves             | Nazaré                         |
| Gláucia Rodrigues       | Gertrudes                      |
| Paula de Paula          | Tânia                          |
| Cláudia Paiva           | Madalena                       |
| Ingrid Fridman          | Ritinha Xavier                 |
| André Ricardo           | Luiz Assunção (Luizinho)       |
| Edson Silva             | Ramiro                         |
| Nica Bonfim             | Roseli                         |
| Jorge Coutinho          | Ernani                         |
| Joyce Santos            | Kátia                          |
| Úrsula Corona           | Aninha                         |
| Thomas Morkos           | Zezinho                        |

### Elenco secundario
- Alexia Deschamps - Márcia Vieira Salles
- Andréa Avancini - cliente de Carlos
- Felipe Vasconcelos - Walter
- Fernanda Nobre - Aluna de Assunção
- Jorge Cherques - Noé
- José Augusto Branco - Dr. Alfredo (médico que examina Olga)
- Júlia Almeida - Duda
- Júnior Prata - Herculano (encargado de la gasolinera donde Paula y Helen lucha)
- Larissa Queiroz - Aluna de Assunção
- Licurgo Spínola - médico
- Milton Gonçalves - padre
- Nívea Stelmann - loja vendedor
- Sérgio Hondjakoff - Aluno de Assunção
- Tatiana Issa - Louise
- Jana Palma - Clarissa Aleixo Dias

## Banda sonora

### Nacional
1. "Nada Apaga Essa Paixão" - Maurício Mattar
2. "Uma História de Amor" - Fanzine
3. "Querem Meu Sangue (The Harder They Come)" - Cidade Negra
4. "Desencanto" - Anna Lemgruber
5. "Minha Ambição" - Loop
6. "Só Chamei Porque Te Amo (I Just Called To Say I Love You)" - Gilberto Gil
7. "Saber Amar" - Os Paralamas do Sucesso
8. "Alô Alô Marciano" - Elis Regina
9. "O 40" - Faróis Acesos
10. "Futuros Amantes" - Gal Costa (tema de Helena)
11. "Um Dia Não, O Outro Sim" - Fernanda Abreu
12. "Como?" - Netinho
13. "Delirando de Prazer" - Veneza
14. "Lembra de Mim" - Ivan Lins

### Internacional
1. "You Gotta Be" - Des'Ree
2. "Run, Baby, Run" - Sheryl Crow
3. "Fallin' In Love" - La Bouche
4. "Chains" - Tina Arena
5. "Ready To Go Home" - 10 CC
6. "The First Cut Is the Deepest" - Haddaway
7. "It's Too Late" - Gloria Estefan
8. "I Started a Joke" - Faith No More
9. "Can't Stop Loving You" - Van Halen
10. "Dream a Little Dream" - The Beautiful South
11. "Hold My Hand" - Hootie & The Blowfish
12. "Follow You" - Sect
13. "Paris Lutece Paname" - Malcolm McLaren
14. "The Place I Belong" - Martin Axell

## Emisión

### Américas

#### Zona Norte
- Estados Unidos: Telemundo

- México: Azteca 7

#### Zona Sur
- Argentina: Multicanal Aire (1997)

- Chile: Canal 13 (1997)

- Paraguay: TVD (1997)

- Perú: Panamericana Televisión (1997)

- Uruguay: TV Cable Capital (1999)

- Ecuador: QVC (1998)